# Kadaja
Kadaja es una localidad del municipio de Põlva, en el condado de Põlva, Estonia, con una población censada a final del año 2011 de 58 habitantes. 
Se encuentra ubicada en el centro del condado, cerca de los ríos Ora y Ahja, de la frontera con el condado de Tartu, y al suroeste del lago Peipus.